# Масаниа’и, Ролстон
Ролстон "Роули" Масаниа'и (англ. Rawlston "Rawley" Masaniai; 13 мая 1983, Паго-Паго) — футболист из Американского Самоа, защитник.

## Биография
Начинал свою футбольную карьеру в США, где Масаниа'и выступал за университетские команды. В 2006 году перешел в клуб Лиги развития ЮСЛ "Сан-Франциско Силз". За него защитник провел три года. В 2009 году переехал в Германию, где он находился в системе "Оснабрюка". Позднее вернулся в США, где футболист выступает за любительские команды.

## Сборная
В 2007 году Ролстон Масаниа'и выступал за сборную Американского Самоа на Южнотихоокеанских игр в Самоа
. Через несколько лет голландский наставник национальной команды Томас Ронген вновь стал привлекать защитника к выступлениям за сборную. Всего за нее Масаниа'и провел шесть официальных встреч.